# Kvadraturně zrcadlový filtr
Jako kvadraturně zrcadlové filtry (quadrature mirror filter, QMF) se při zpracování signálu označují dva filtry s frekvenčními charakteristikami zrcadlově symetrickými kolem čtvrtiny vzorkovací frekvence (tzn. {\displaystyle \pi /2}). Své užití mají zejména při výpočtu diskrétní vlnkové transformace.
Zrcadlový filtr k původnímu filtru {\displaystyle H_{0}(z)} (typicky dolní propust) vytvoříme nahrazením {\displaystyle z} za {\displaystyle -z} v jeho přenosové charakteristice.
{\displaystyle H_{1}(z)=H_{0}(-z)\,}
Tím se charakteristika filtru {\displaystyle H_{1}} posune vůči {\displaystyle H_{0}} o {\displaystyle \pi }.
{\displaystyle |H_{1}(e^{j\omega })|=|H_{0}(e^{j(\pi -\omega )})|\,}
Impulzní charakteristiku vytvoříme tedy jako:
{\displaystyle h_{1}[n]=(-1)^{n}h_{0}[n]\,} pro {\displaystyle 0\leq n<N\,}

## Ortogonální banky filtrů
Pro ortogonální v čase diskrétní vlnkovou transformaci je při konstrukci zrcadlových filtrů nutné splnit další podmínky.
Budeme potřebovat dva rozkladové filtry {\displaystyle H_{0}} a {\displaystyle H_{1}} a dva rekonstrukční filtry {\displaystyle G_{0}} a {\displaystyle G_{1}}.

banka kvadraturně zrcadlových filtrů

Rozkladové filtry musejí být vzájemně komplementární (pouze jinak zapsaná podmínka perfektní rekonstrukce).
{\displaystyle |H_{0}(z)|^{2}+|H_{1}(z)|^{2}=konstanta\,}, za konstantu je dosazována 2
Mějme opět původní dolní propust {\displaystyle H_{0}}. Zrcadlovou horní propust {\displaystyle H_{1}} (tzv. konjugovaný kvadraturní filtr, conjugated quadrature filter, CQF) musíme vytvořit následovně (variant je ve skutečnosti více).
{\displaystyle H_{1}(z)=zH_{0}(-z^{-1})\,}
Impulzní charakteristika je tedy:
{\displaystyle h_{1}[n]=(-1)^{n}h_{0}[N-1-n]\,} pro {\displaystyle 0\leq n<N\,}
Rekonstrukční filtry:
{\displaystyle G_{0}(z)=H_{0}(z^{-1})\,}
{\displaystyle G_{1}(z)=H_{1}(z^{-1})\,}
Impulzní charakteristiky jsou tedy pouze časově obrácené vzorky příslušných rozkladových filtrů.
Výstupy rozkladových filtrů je nyní možné podvzorkovat dvěma (zahodit každý lichý nebo každý sudý vzorek), protože filtry propustí polovinu frekvenčního pásma a podle Shannonova teorému je nyní potřeba pouze poloviční množství vzorků. Před rekonstrukcí se chybějící vzorky doplní nulami. Výstupy větví s dolní a horní propustí se sečtou. Výsledný signál by měl být zpožděným vstupním signálem.

## Perfektní rekonstrukce
Jako perfektní rekonstrukci označujeme situaci, kdy se (zpožděný) vstupní signál rovná výstupnímu {\displaystyle x[n-l]={\hat {x}}[n]}.
V z-doméně:
{\displaystyle G_{0}(z)H_{0}(z)+G_{1}(z)H_{1}(z)=2z^{-l}\,}
{\displaystyle G_{0}(z)H_{0}(-z)+G_{1}(z)H_{1}(-z)=0\,}, kde {\displaystyle z^{-l}} je zpoždění